# Georg Lybecker (visdiktare)
Georg Lybecker, född omkring 1670, död 19 oktober 1716 i Stockholm, var en svensk ämbetsman och psalmdiktare.
Georg Lybecker var son till bergmästaren Otto Lybecker och brorson till Georg Henrik Lybecker. Han blev student vid Uppsala universitet 1716, inträdde i Kunglig Majestäts kansli 1686, blev sekreterare i Kammarrevisionen 1695 och var assessor där 1707. Han var dock sjuklig och gick länge utan lön.
Lybecker var pietist och författare av andliga sånger intagna i Mose och Lambsens wisor.